# Мост у Московских триумфальных ворот
Мост у Московских триумфальных ворот — несохранившийся каменный арочный мост через Лиговский канал, располагавшийся в створе Московского проспекта на площади у Московских триумфальных ворот в Санкт-Петербурге. Впервые был построен в XVIII веке, в 1834—1838 годах перестроен по проекту архитектора Василия Стасова с целью образовать ансамбль с Московскими триумфальными воротами. В 1936 году был разобран при реконструкции площади, рисунок перильного ограждения использован для перил Ново-Петергофского моста через Обводный канал.

## Название
Мост не имел официального названия. В XIX веке существовало название Новомосковский мост, но с 1860 года оно закрепилось за мостом через Обводный канал. В путеводителях по Петербургу середины XIX века мост называется Царскосельским. В инвентарной описи 1903 года мост обозначен как Гранитный №1:220—221, существовало также название Лиговский мост. Объездные мосты в документах назывались 1-й и 2-й Скотопригонные.

## История

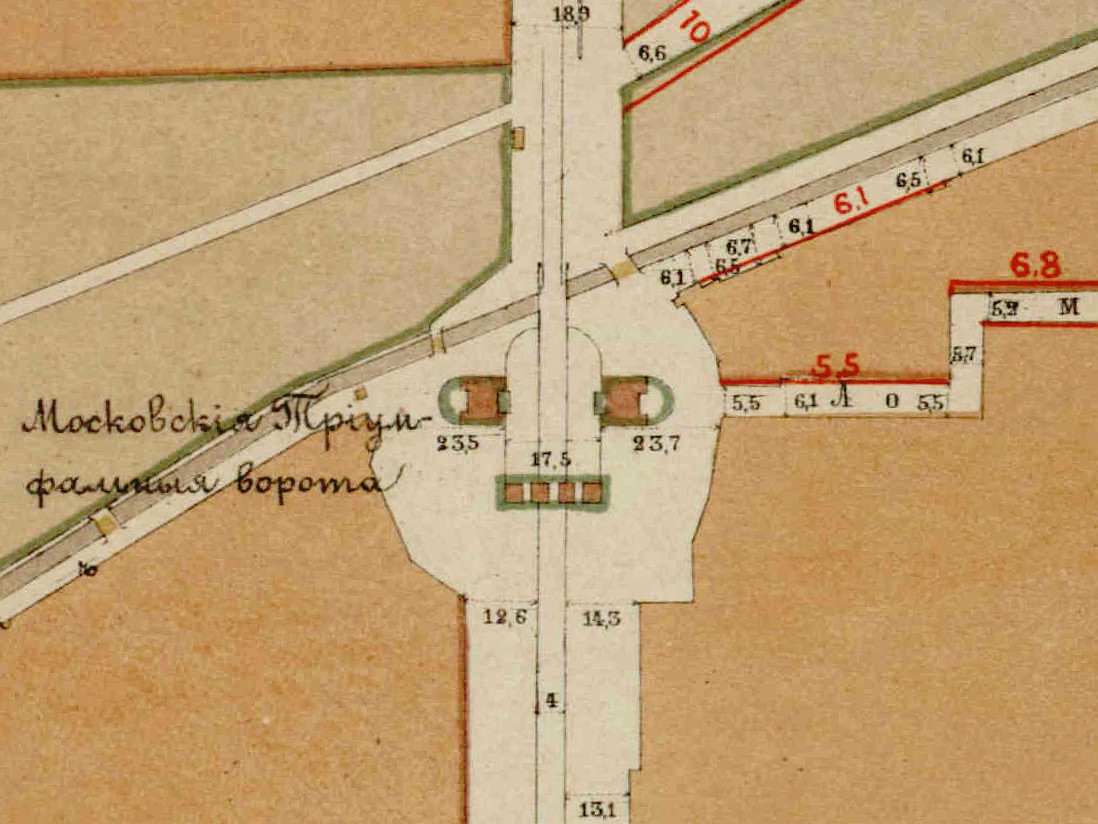
Площадь Московких ворот на генплане 1880 года

В 1718—1721 годах для снабжения города питьевой водой и позже для питания фонтанов Летнего сада был прорыт Лиговский канал:10. В месте его пересечения с дорогой на Москву был построен мост. В 1834 году по проекту архитектора Василия Стасова началось строительство Московских триумфальных ворот, в ансамбль которых входил и мост. 
Работы по реконструкции моста производились Ведомством путей сообщения. В июне 1834 года по проекту и под наблюдением инженера Иосифа Завадовского было начато строительство двух объездных дорог с мостами через Лиговский канал, чтобы перенести на них движение с Московского шоссе. Из-за встретившегося на пути прокладки торфянистого грунта стройка затянулась и завершилась только 26 августа:22. Фонарные столбы для моста изготовил в 1838 году Александровский завод, фонари — механик Бах в Полицейском депо Санкт-Петербурга:30. Открытие моста и Московских ворот состоялась 16 (28) октября 1838 года. После окончания строительства объездные дороги и мосты были отремонтированы и использовались для прогона скота (на располагавшийся неподалёку Скотопригонный двор):32—33.
В 1882 году один из мостов был перестроен в дереве. По состоянию на 1903 год один из мостов был деревянным балочной системы, длиной 21,3 м и шириной 8,5 м:212—213. В 1907—1908 годах в связи с необходимостью устройства трамвайной петли у Московских ворот деревянные объездные мосты были заменены на бетонные трубы:258. Проект перестройки был составлен Мостовым отделом Строительного управления Трамвайной комиссии. Работы по возведению труб были сданы инженеру путей сообщения Сергею Николаевичу Сысоеву. Работы начались 21 сентября 1907 года и закончены 15 июля 1908 года. Производителем работ был инженер-технолог Дмитрий Акимов-Перетц:226, 261.
К 1926 году Лиговский канал был засыпан на участке от Обводного канала до Московских триумфальных ворот. В конце 1920-х годов по мосту проложили трамвайные пути. В 1936 году мост и бетонные трубы разобрали при реконструкции площади. В 1960 году по предложению главного инженера Ленмостотреста Петра Степнова по проекту Ирины Бенуа были отлиты новые ограждения для моста через Обводный канал, рисунок которых повторял перила Лиговского моста:253.

## Описание
Мост пересекал Лиговский канал по оси Московского проспекта севернее Московских триумфальных ворот. С верховой и низовой сторон располагались деревянные объездные мосты (в начале XX века заменённые железобетонными трубами):258. 

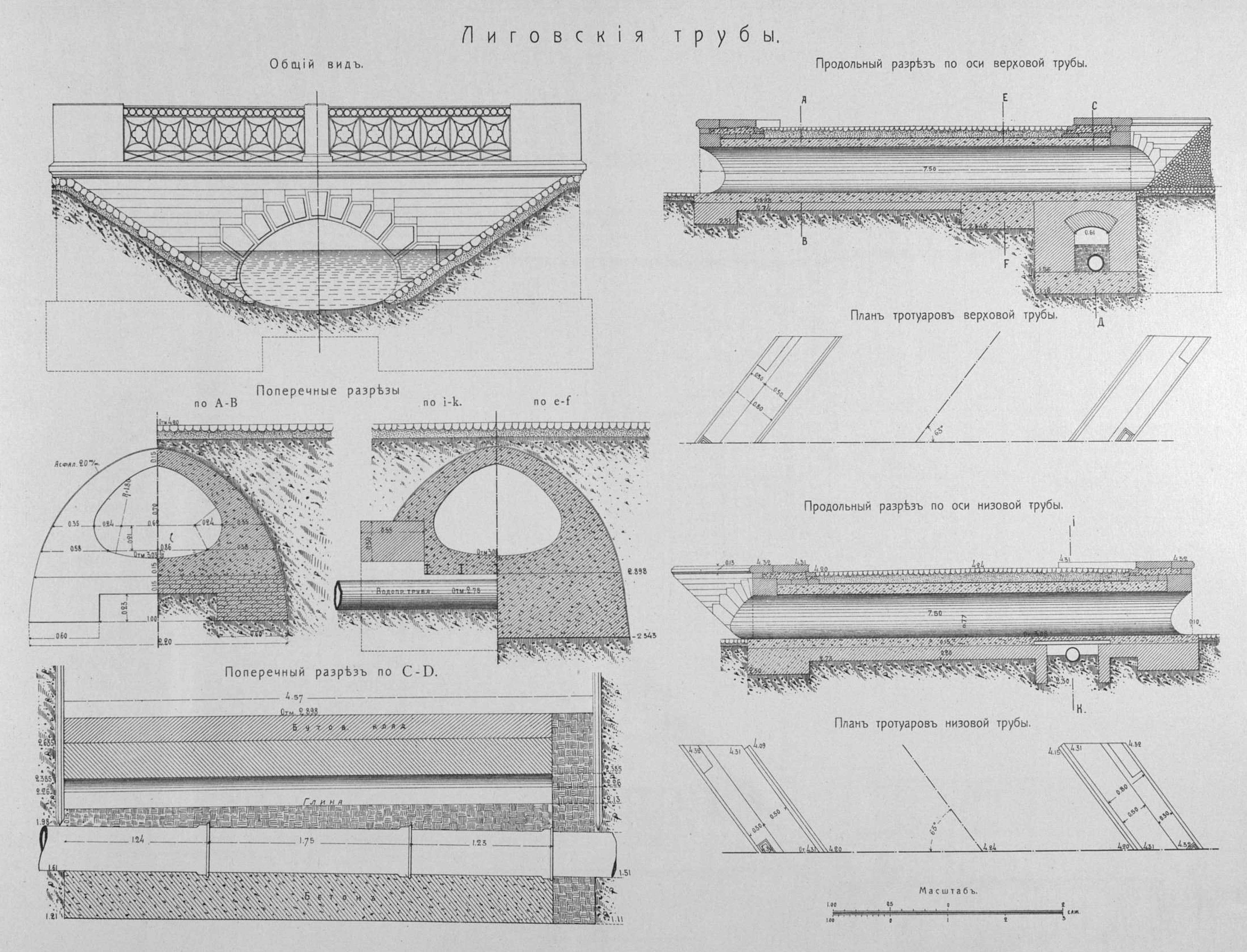
Проект Лиговских бетонных труб,
1909 год

Мост был каменный арочный. Длина моста составляла 24,2 м, ширина — 16 м, высота свода над водой — 2,13 м:220—221. Фасады моста были облицованы гранитом. Ограждения — чугунные литые между гранитными тумбами. Секции ограждений из перекрещённых окружностей с накладными щитами, с львиной маской посередине, были заключены в орнаментальные рамки античного рисунка меандрической формы. Историк архитектуры Владимир Курбатов приписывал авторство рисунка перил Стасову. На мосту были установлены два чугунных фонарных столба с фонарями, такие же торшеры располагались между колонн, по обеим сторонам главного проезда ворот:30, 32. Со стороны ворот к мосту примыкала полукруглая ограда из прямых копий, перемежающихся тонкими столбами с венчиками наверху на цоколе из путиловской плиты:30.

### Лиговские трубы
Ширина каждой трубы составляла 16 м, что обеспечивало укладку одного пути трамвая, движения двух рядов экипажей и устройства двух тротуаров шириной по 1,7 м каждый:258. Фасады труб были облицованы гранитом. Ограждения — чугунные литые между гранитными тумбами. Для парапетов ограждения был использован старый гранит, оставшийся после ремонта Аничкова и Полицейского мостов, а также тумбы с набережной Фонтанки, снятые при строительстве Измайловского трамвайного моста. По проекту также предполагалось использовать старые перила Полицейского моста, но из-за ветхого состояния перил и необходимости их ремонта от этого отказались:261.